# Get The Star/Last Forever
| 専門評論家によるレビュー            | 専門評論家によるレビュー |
| レビュー・スコア                    | レビュー・スコア         |
| 出典                                | 評価                     |
| ----------------------------------- | ------------------------ |
| 『Rolling Stone Japan』（南波一海） | [ 1 ]                    |

Get The Star/Last Forever（ゲット・ザ・スター/ラスト・フォーエバー）は、2013年9月25日にavex traxから発売された東京女子流の13枚目のシングル。

## 概要
「Get The Star」・「Last Forever」は共に『東京女子流スレスレTV!』（BSフジ）で企画された楽曲。東京女子流のメンバーとJ（LUNA SEA）が手がけた。
楽曲のプロデュースを近藤ひさしが行い、agehaspringsが楽曲制作を手がけている。楽曲制作に編曲家・松井寛などが関わっていないため「TGSナンバー」は通番外となっている。
2013年7月20日に神戸国際会館こくさいホールで行われた『『東京女子流スレスレTV』PREMIUM LIVE』で初披露された。
Type-A、Type-B（いずれもCDとDVDのセット）、Type-C（CDのみ）、Type-D（mu-moショップ・イベント会場限定盤、CDのみ）の4形態。

## 収録曲
1. Get The Star（=通番外）
作詞：東京女子流・ボス!・近藤ひさし 作曲：J 編曲：近藤ひさし
2. Last Forever（=通番外）
作詞：東京女子流・ボス!・近藤ひさし 作曲：J 編曲：近藤ひさし・高橋浩一郎
3. Get The Star -Orland Remix-
Type-C にのみ収録。
4. Get The Star（Instrumental）
5. Last Forever（Instrumental）

### DVD

#### Type-A
1. Get The Star（ミュージック・ビデオ）
2. Making Movie
3. Special Movie「東京女子流 スレスレTV」DVD発売告知特典映像、「Last Forever」Music Video -スレスレTVダイジェストver.-

#### Type-B
1. おでかけムービー（茨城・笠間編）